# Реюв (Любуське воєводство)
Реюв (пол. Rejów, нім. Rehlau) — село в Польщі, у гміні Нове Мястечко Новосольського повіту Любуського воєводства.
Населення — 208 осіб (2011).
У 1975-1998 роках село належало до Зеленогурського воєводства.

## Демографія
Демографічна структура станом на 31 березня 2011 року:
|          | Загалом | Допрацездатний вік | Працездатний вік | Постпрацездатний вік |
| -------- | ------- | ------------------ | ---------------- | -------------------- |
| Чоловіки | 105     | 14                 | 82               | 9                    |
| Жінки    | 103     | 19                 | 66               | 18                   |
| Разом    | 208     | 33                 | 148              | 27                   |